# Higher (pesem, Taio Cruz)
»Higher« je pesem angleškega pevca in tekstopisca Taia Cruza iz njegovega drugega glasbenega albuma Rokstarr. Pesem sta napisala in producirala Taio Cruz ter Sandy Vee, izdana pa 26. novembra 2010. Pesem so na začetku nameravali izdati preko albuma Aphrodite (Kylie Minogue), vendar je nazadnje niso. Kljub temu sta Kylie Minogue in Taio Cruz pesem posnela skupaj za evropsko izdajo singla; na ameriški izdaji singla se namesto nje pojavi raper Travie McCoy, na brazilski pa oba, Travie McCoy in Kylie Minogue. Na album Taia Cruza je vključena tudi samostojna različica, ki so jo kasneje dodali na seznam pesmi, predvajanih na radiu Disney.

## Nastopi v živo
30. oktobra 2010 sta se Kylie Minogue in Taio Cruz pojavila v oddaji Starfloor in tamkaj nastopila s pesmijo »Higher« ter jo občinstvu predstavila kot nov singl. Taio Cruz je s Traviejem McCoyjem pesem 16. decembra 2010 izvedel na Z100-jevi prireditvi Jingle Ball. Poleg tega je Taio Cruz pesem skupaj s Kimberly Wyatt izvedel 14. februarja 2011 v ITV-jevi oddaji Daybreak in 19. februarja v oddaji Let's Dance for Comic Relief. Še v februarju je pesem izvedel tudi v oddaji T4 skupaj z Jade Ewen, ki je zapela kitice Kylie Minogue, saj slednja takrat ni morala nastopati. 20. novembra 2011 je Christina Grimmie skupaj s Taiom Cruzem pesem izvedla na 39. podelitvi nagrad American Music Awards.

## Videospot
V evropski različici videospota sta nastopila Taio Cruz in Kylie Minogue. Videospot, ki ga je režiral Alex Herron, je izšel 19. novembra 2010. V ameriški različici videospota, ki je izšla istega dne, je nastopil še Travie McCoy. V obeh verzijah so se Taio Cruz in Travie McCoy ali Kylie Minogue pojavili kot člani neke glasbene skupine, ki v videospotu nastopa na svojih koncertih. Videospot, ki si ga je ogledalo 30 milijonov ljudi, do danes ostaja najbolje gledani videospot Kylie Minogue na YouTubeu.

## Dosežki na lestvicah
Pesem »Higher« je debitirala na sedeminsedemdesetem mestu avstralske glasbene lestvice in čez nekaj tednov tamkaj zasedla petindvajseto mesto. Poleg tega je singl 30. novembra na novozelandski lestvici debitiral na dvaintridesetem in nazadnje zasedel peto mesto. 1. januarja 2011 je verzija pesmi »Higher« s Traviejem McCoyjem debitirala na osemdesetem mestu in se že naslednji teden povzpela na enainštirideseto mesto. Čez pet tednov je pesem zasedla štiriindvajseto mesto lestvice. 16. januarja 2011 je singl debitiral na šestdesetem mestu britanske lestvice; naslednji teden se je pesem povzpela na sedemintrideseto mesto, izključno na podlagi uspešne prodaje pesmi preko interneta. Potem, ko je pesem izšla še v fizičnem formatu, je na lestvici zasedla osmo mesto. V Veliki Britaniji je ameriška verzija pesmi postala ena od najbolj s strani občinstva zaželenih pesmi na radijih, tako kot verzija, ki so jo tamkaj izdali kot singl in vključuje Kylie Minogue.

## Seznam pesmi
| - Digitalna verzija (izdana 10. novembra 2011 v Združenem kraljestvu) 1. »Higher« - 3:07 - Digitalna verzija (izdana 26. novembra 2010 v Avstraliji, Evropi in Kanadi) 1. »Higher« (skupaj s Kylie Minogue) – 3:22 - Digitalna verzija (izdana 13. decembra 2010 v Braziliji) 1. »Higher« (skupaj s Kylie Minogue in Traviejem McCoyjem) - 3:44 - Digitalna verzija (izdana 20. decembra 2010, United States v Kanadi in Združenih državah Amerike) 1. »Higher« (skupaj s Traviejem McCoyjem) - 3:40 - Nemški CD s singlom (izdan 26. decembra 2010 v Nemčiji in Franciji) 1. »Higher« (skupaj s Kylie Minogue) - 3:09 2. »Little Lion Man« (BBC-jev nastop v živo) - 2:48 - Digitalni singl 1. »Higher« (razširjeni remix) – 7:06 2. »Higher« (remix) – 5:36 | - Digitalni EP 1. »Higher« (skupaj s Kylie Minogue) - 3:22 2. »Higher« (skupaj s Traviejem McCoyjem) - 3:39 3. »Higher« (remix DJ Wonderja) - 3:55 4. »Higher« (klubski remix) - 6:31 5. »Higher« (Junkiesov klubski remix) - 5:42 - Remixi - Digitalni EP 1. »Higher« (radijski remix Jody Den Broeder) – 3:30 2. »Higher« (Wideboysov radijski remix) – 3:39 3. »Higher« (ultimatni radijski remix) – 3:42 4. »Higher« (klubski remix Jody Den Broeder) – 6:18 5. »Higher« (Wideboysov klubski remix) – 6:11 6. »Higher« (ultimatni klubski remix) – 6:32 7. »Higher« (verzija Jody Den Broeder) – 6:03 8. »Higher« (Wideboys Dub) – 6:11 9. »Higher« (ultimatni remix) – 6:18 |  |

## Dosežki in certifikacije
| Lestvica (2010 – 2011)                              | Dosežek |
| --------------------------------------------------- | ------- |
| Avstralija (ARIA)                                   | 25      |
| Avstrija (Ö3 Austria Top 75)                        | 3       |
| Belgija (Flandrija; Ultratop 50)                    | 12      |
| Belgija (Valonija; Ultratop 40)                     | 9       |
| Kanada                                              | 13      |
| Finska (Suomen virallinen lista)                    | 7       |
| Francija (SNEP)                                     | 7       |
| Nemčija (Media Control Charts)                      | 3       |
| Nemčija (Nielsen Company: German Airplay Chart)     | 8       |
| Madžarska (Rádiós Top 40)                           | 4       |
| Irska (IRMA)                                        | 7       |
| Nova Zelandija (RIANZ)                              | 5       |
| Norveška (VG-lista)                                 | 2       |
| Poljska (Polish Top 5)                              | 2       |
| Poljska (Dance Top 50)                              | 31      |
| Romunija (Romanian Top 100)                         | 49      |
| Slovaška (IFPI)                                     | 8       |
| Španija (PROMUSICAE)                                | 16      |
| Švedska (Sverigetopplistan)                         | 18      |
| Švica (Schweizer Hitparade)                         | 4       |
| Škotska (Official Charts Company)                   | 6       |
| Združeno kraljestvo (Official Charts Company)       | 8       |
| Združene države Amerike (Billboard Hot 100)         | 24      |
| Združene države Amerike (Billboard Dance Club Play) | 1       |
| Združene države Amerike (Billboard Pop Songs)       | 13      |

| Lestvica (2011)                                          | Dosežek |
| -------------------------------------------------------- | ------- |
| Avstrija (Ö3 Austria Top 75)                             | 20      |
| Belgija (Flandrija; Ultratop 50)                         | 88      |
| Belgija (Valonija; Ultratop 40)                          | 80      |
| Francija (SNEP)                                          | 21      |
| Nemčija (Media Control Charts)                           | 18      |
| Madžarščina (Rádiós Top 40)                              | 12      |
| Švica (Schweizer Hitparade)                              | 27      |
| Združene države Amerike (Billboard Hot Dance Club Songs) | 3       |

| Lestvica (2011)           | Dosežek |
| ------------------------- | ------- |
| Nizozemska (Dutch Top 40) | 94      |

### Certifikacije
| Država                  | Organizacija | Certifikacije |
| ----------------------- | ------------ | ------------- |
| Avstralija              | ARIA         | Zlata         |
| Avstrija                | IFPI         | Platinasta    |
| Kanada                  | Music Canada | Platinasta    |
| Nova Zelandija          | RIANZ        | Zlata         |
| Švica                   | IFPI         | Zlata         |
| Velika Britanija        | BPI          | Srebrna       |
| Združene države Amerike | RIAA         | Platinasta    |

## Zgodovina izidov
| Regija                    | Datum             | Format             | Verzija                                                     |
| ------------------------- | ----------------- | ------------------ | ----------------------------------------------------------- |
| Združeno kraljestvo       | 10. november 2010 | Digitalno          | Samostojna verzija                                          |
| Danska                    | 26. november 2010 | Digitalno          | Skupaj s Kylie Minogue                                      |
| Avstralija                | 26. november 2010 | Digitalno          | Skupaj s Kylie Minogue                                      |
| Finska                    | 26. november 2010 | Digitalno          | Skupaj s Kylie Minogue                                      |
| Belgium                   | 26. november 2010 | Digitalno          | Skupaj s Kylie Minogue                                      |
| Kanada                    | 7. december 2010  | Digitalno          | Skupaj s Kylie Minogue                                      |
| Avstrija                  | 10. december 2010 | Digitalno          | Skupaj s Kylie Minogue                                      |
| Avstralija                | 10. december 2010 | Digitalno          | Skupaj s Kylie Minogue                                      |
| Italija                   | 10. december 2010 | Digitalno          | Skupaj s Kylie Minogue                                      |
| Finska                    | 10. december 2010 | Digitalno          | Skupaj s Kylie Minogue                                      |
| Danska                    | 10. december 2010 | Digitalno          | Skupaj s Kylie Minogue                                      |
| Belgija                   | 10. december 2010 | Digitalno          | Skupaj s Kylie Minogue                                      |
| Nemčija                   | 13. december 2010 | Digitalno          | Skupaj s Kylie Minogue                                      |
| Brazilija                 | 13. december 2010 | Digitalno          | Verzija s Taiom Cruzem, Kylie Minogue in Traviejem McCoyjem |
| Avstralija                | 17. december 2010 | Digitalno          | Skupaj s Traviejem McCoyjem                                 |
| [[Združene države Amerike | 20. december 2010 | Digitalno          | Skupaj s Traviejem McCoyjem                                 |
| Kanada                    | 20. december 2010 | Digitalno          | Skupaj s Traviejem McCoyjem                                 |
| Združeno kraljestvo       | 19. januar 2011   | Digitalno          | Skupaj s Kylie Minogue                                      |
| Francija                  | 31. januar 2011   | CD                 | Skupaj s Kylie Minogue                                      |
| Združene države Amerike   | 1. februar 2011   | Digitalno – remixi | Skupaj s Kylie Minogue ali Traviejem McCoyjem (ne z obema)  |
| Združeno kraljestvo       | 7. februar 2011   | Digitalno          | Skupaj s Kylie Minogue ali Traviejem McCoyjem (ne z obema)  |